# Beatlemania
Beatlemania er et begreb, der blev brugt, da fanskaren til rockgruppen The Beatles voksede eksplosivt i start 60'erne. Det var især unge teenagepiger, begrebet blev brugt på. De var kendt for at være meget højlydte til gruppens koncerter.